# 矢野達雄
矢野 達雄（やの たつお、1949年（昭和24年） - ）は、日本の法制史学者。愛媛大学名誉教授。広島修道大学教授を歴任。

## 経歴
愛媛県出身。1974年大阪大学法学部卒業。1980年大阪大学大学院法学研究科博士後期課程単位取得。
1980年愛媛大学法文学部助手。1982年愛媛大学法文学部講師。1985年愛媛大学法文学部助教授に昇任。1988年愛媛大学法文学部教授に昇任。2007年愛媛大学を定年退職。同名誉教授を経て、2007年広島修道大学法学部教授に就任。2019年に広島修道大学を退任。

## 著書
- 『近代日本の労働法と国家』（成文堂）
- 『法史学への旅立ち』（共編、法律文化社）
- 『法社会学への誘い』（共編、法律文化社）
- 『愛媛県の歴史』（共著、山川出版）
- 『日本近代法制史研究の現状と課題』（共編、弘文堂）
- 『マンガからはいる法学入門』（新日本出版社）
- 『法と地域と歴史と』（創風社出版）
- 『マンガから考える法と社会』（新日本出版社）
- 『庄屋抜地事件と無役地事件』（創風社出版）
- 『伊予松山・裁判所ものがたり“明治編”』（創風社出版）